# Bavla
Bavla é uma cidade e um município no distrito de Ahmadabad, no estado indiano de Gujarat.

## Demografia
Segundo o censo de 2001, Bavla tinha uma população de 30 851 habitantes. Os indivíduos do sexo masculino constituem 53% da população e os do sexo feminino 47%. Bavla tem uma taxa de literacia de 70%, superior à média nacional de 59,5%; com 58% para o sexo masculino e 42% para o sexo feminino. 13% da população está abaixo dos 6 anos de idade.